# Digitaler Bilderrahmen

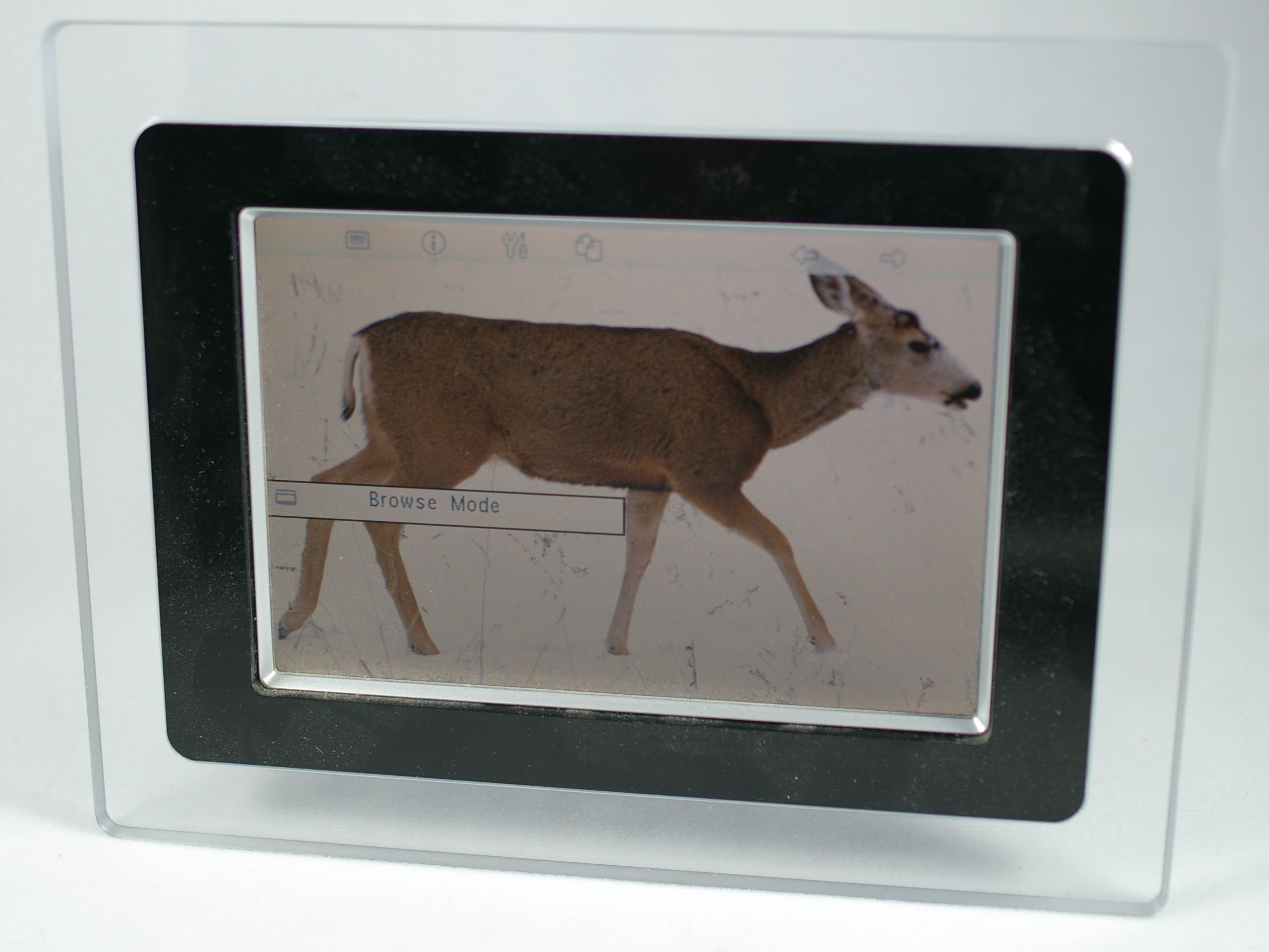

Digitale Bilderrahmen sind Flüssigkristallanzeigen in Form eines Bilderrahmen, die unabhängig von einem Computer Digitalbilder speichern und darstellen können. Für den Datenaustausch sind sie mit USB-Anschluss, einem Speicherkartenleser oder anderen Anschlüssen ausgerüstet.
Der digitale Bilderrahmen wurde zu Beginn der 2000er Jahre populär, nachdem die sinkenden Herstellungskosten von (technisch verwandten) LCD- und TFT-Monitoren ihn marktfähig machten.

## Typen
Ein digitaler Bilderrahmen besteht vor allem aus einem TFT-Bildschirm und einer Verarbeitungseinheit für das Umwandeln der Daten sowie einem Speicherkartenleser. Das netz- und/oder batteriebetriebene Gerät erhält seine Daten meist durch eine Speicherkarte, via Netzwerk (Kabel/WLAN), Bluetooth oder über eine Internetverbindung.

### Größen
Handelsübliche Modelle haben eine Bildschirmdiagonale von 7 bis 10,4 Zoll (18 bis 26 cm). Daneben gibt es Mini-Desktop-Varianten mit beispielsweise 1,8”, 2,4” und 3,5” (ca. 5 bis 10 cm), sowie Schlüsselanhänger etwa mit 1,1” und 1,5” (2,5 bis 3 cm).

### Funktionen
Digitale Bilderrahmen werden in drei grobe Kategorien eingeteilt:
1. Einfache digitale Bilderrahmen
2. Einfache digitale „Multimedia“-Bilderrahmen
3. Verbesserte digitale „Multimedia“-Bilderrahmen

Die Bilderrahmen der ersten Kategorie können wirklich nur Bilder anzeigen (im JPEG-Format), viele Modelle bieten aber die Option zur zeitgesteuert wechselnden Anzeige der Bilder.  Multimedia-Bilderrahmen können zusätzlich auch Musik und Videos abspielen. Einige Modelle der letzten Kategorie können außerdem eine Verbindung zum Internet herstellen und dort Bilder von RSS-Web-Feeds, E-Mails oder Foto-Sharing-Seiten wie Flickr oder Picasa laden. Viele dieser Modelle haben auch die Möglichkeit, Bilder drahtlos (meist via Bluetooth) auszutauschen. Außerdem sind Modelle mit DVB-T-Receiver im Handel, die auch als Minifernseher verwendbar sind.
Teilweise kann auch die Farbgebung manipuliert werden, z. B. Blaustich, oder es sind Zoomfunktionen vorhanden.
Aufgrund der immer flexibler werdenden Funktionalitäten erwachsen auch kreative Ideen, wie die Geräte noch zu ganz anderen Zwecken eingesetzt werden können, beispielsweise als Display für ein eingebettetes System.